# Hemiteles spilopterus
Hemiteles spilopterus là một loài tò vò trong họ Ichneumonidae.